# Marius Mars-Vallet

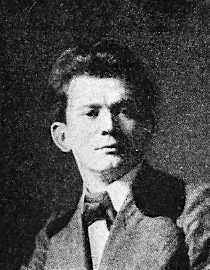
Marius Mars-Vallet vor 1898

Marius Mars-Vallet (* 1867 oder 1869 in Chambéry, Frankreich; † 15. März 1957 ebenda) war ein französischer Bildhauer und Medailleur.

## Leben
Mars-Vallet war der Sohn eines Marmorsteinmetz’ und studierte bei Alexandre Falguière. Er war von 1882 bis zu seinem Tod 1957 als Künstler aktiv und stellte von 1892 bis 1896 auf den Salons der Société des Artistes Français in Paris aus. Hier erhielt er 1895 ein mention honourable. Von 1897 bis 1922 zeigte er seine Arbeiten auf den Salons der Société nationale des beaux-arts.
Er erhielt in Chambéry Aufträge für eine Statue des Philosophen Jean-Jacques Rousseau und des Erzbischofs von Chambéry. Darüber hinaus erhielt er einen Auftrag für ein Denkmal in Hongkong. 1904 wurde Mars-Vallet zum Kurator des Musée des Beaux-Arts de Chambéry ernannt, dem er 1948 einunddreißig seiner Skulpturen stiftete.
Viele seiner kleinen Bronzen im Jugendstil wurden von der Pariser Bildgießerei Siot-Decauville handwerklich umgesetzt und vertrieben, darunter die Arbeit Wuilfride, die von Sarah Bernhardt in Edmon Rostands Schauspiel La Princesse lointaine inspiriert war. Die Schauspielerin spielte ab 1895 am Pariser Théâtre de la Renaissance in dem Stück die Mélissinde. Andere Arbeiten wurden ab 1902 von dem Éditeur d’art (Kunstverleger) Arthur Goldscheider hergestellt und herausgegeben.

## Werke (Auswahl)
- Il neige
- Fontaine
- Condorcet
- Abandon
- Alma Mater
- Buste d’enfant
- Buste de femme
- Buste de jeune garçon
- Chastete
- Danseuse

## Veröffentlichungen
- Une vie d’artiste / préf. d’Emile Buré. Lire, Chambéry 1947.